# Kvistbro
Kvistbro is een plaats in de gemeente Lekeberg in het landschap Närke en de provincie Örebro län in Zweden. De plaats heeft 69 inwoners (2005) en een oppervlakte van 21 hectare.

## Bezienswaardigheid
De rode houten kerk in Kvistbro met haar klokkenstoel is een bezoek waard.

## Verkeer en vervoer
Bij de plaats loopt de Länsväg 204.
De plaats had vroeger een station aan de hier opgeheven spoorlijn Örebro - Svartå.